# Kunimune
Kunimune (japanisch 國宗/国宗), auch Bizen Saburō (japanisch 備前 三郎) genannt, lebte im 13. Jahrhundert. Er war ein japanischer Schwertschmied der Kamakura-Zeit.

## Leben und Werk
Kunimune war ein berühmter Schwertschmied der Sanemune-Schule der Provinz Bizen, die in der mittleren Kamakura-Zeit blühte. Er war der dritte Sohn (daher Saburō) von Kunizane (国実) und Enkel Sanemunes (実宗). Zusammen mit der Ichimonji-Schule (一文字派 Ichimonji-ha) und Kunitsuna (國綱) der Awataguchi-Schule (粟田口派 Awataguchi-ha) in der Provinz Yamashiro wurde er von Hōjō Tokiyori, dem 5. Regenten des Shogunats, nach Kamakura gerufen. Diese Männer begründeten zusammen dort die Sagami-Schule der Schwertherstellung.
Es gibt eine Reihe von Schwertern, die die Kunimune-Signatur tragen, aber es sieht so aus, als ob der Name auch von zwei oder drei Nachfolgern benutzt worden ist. – Schwerter, die vom ersten Kunimune hergestellt wurden, zeigen die allgemeinen Merkmale der Schwerter aus der mittleren Kamakura-Zeit, zu der auch die der Ichimonji-Schule und der Oasafune-Schule (長船派 Oasafune-ha) gehören. Die Oberfläche (地肌 Jihada) ist auch wie die der Schwerter aus der Ichimonji- und der Osafuna-Schule (長船派), wobei es auch ungewöhnliche Oberflächenmuster, wie Wurzelholz aussehend, gibt, und die eine Struktur aufweisen, bei der sich die temperierte Partie nicht von der untemperierten unterscheidet. Die Grenzlinie ist dabei sichtbar als sogenannte „Nelkenverzerrung“ (丁子乱れ Chōji-midare). Einerseits zeigen manche Arbeiten einen Nioi-(匂)-Effekt, d. h., sie erscheinen als feine Strukturen an der Grenzlinie zwischen gehärtet und ungehärtet, andere dagegen zeigen einen Nie-(沸)-Effekt, wobei die Grenzlinie eher verwaschen erscheint. Einige wenige Werke weisen leichte Fluktuationen der Grenzlinie, ein Gunome-midare (互の目乱れ) auf und haben eine Nie-Endbearbeitung. Es gibt auch Schwerter mit „Weißen Flecken“ (白染み Shiroshimi), die auch „Weiße Flecken des Bizen Saburō“ genannt werden. Die waren lange Zeit die auffälligsten Merkmale der Kunimune-Schwerter. Es handelt sich um weiße Flecken entlang der Grenzlinie, und zwar besonders an der Schwertspitze. Trotz des Interesses daran werden Schwerter, die dieses Merkmal zeigen, nicht so hoch bewertet, wie die anderen Schwerter Kunimunes.
Schwerter der zweiten und dritten Generation, die den Namen Kunimune tragen, zeigen feines Korn und eine geradlinige Grenzlinie zwischen dem gehärteten und nicht gehärteten Teil der Klinge und eine abgerundete Spitze. Unter denen, die zur ersten Generation gehören, gab es einen Schmied mit dem Namen Nakahara Kunimune, dessen Signatur auf Schwertern erscheint, und die sich auf die Tokuji- beziehungsweise Enkei-Zeit (1306–1310) datieren lassen. Nakahara ist eigentlich der Name eines Ortes in der Provinz Mikawa, aber auch eines Ortes in der Provinz Bizen. Ob der Name des Schmieds sich von einem Ort ableitet oder tatsächlich ein Familienname ist, ist ungeklärt.
Es gibt weiter Schwerter von einem Hōki Kunimune, der auch ein Schüler von Kunimune sein könnte. Seine Schwerter haben eine Inschrift, die aus zwei Zeichen besteht und zeigen eine Grenzlinie, die leicht fluktuiert oder gerade verläuft mit gelegentlichen Fluktuationen. Die Schwerter zeigen ein gewisses Maß an Nie-Abschluss und wirken altmodischer die vom ersten Kunimune, so dass es fraglich ist, ob dieser Kunimune wirklich ein Schüler von ihm ist.